# Hydrochus jiawanae
Hydrochus jiawanae är en skalbaggsart som beskrevs av Dewanand Makhan 1996. Hydrochus jiawanae ingår i släktet Hydrochus och familjen gyttjebaggar. Inga underarter finns listade i Catalogue of Life.